# Italienische Dreiband-Meisterschaft
Die Italienische Dreiband-Meisterschaft ist die nationale italienische Meisterschaft in der Karambolagedisziplin Dreiband. Sie wird vom Nationalverband Federazione Italiana Biliardo Sportivo (FIBIS) ausgerichtet. Der Sieger ist für die Dreiband-Europameisterschaft qualifiziert. Sie findet seit der Saison 1974/75, mit wenigen ausnahmen, im jährlichen Turnus statt.

## Geschichte
Die erste Italienische Dreiband-Meisterschaft wurde zur Saison 1963/64 ausgetragen, Sieger war Antonio Oddo, der, nach Marco Zanetti, zweiterfolgreichste Spieler mit 12 Goldmedaillen ist. Oddo (* 1939, Palermo) erspielte sich diese über den langen Zeitraum von 44 Jahren, zuletzt 2007 mit 68 Jahren. Der aus Bozen stammende Marco Zanetti, Sohn des zweifachen Silbermedaillengewinners Erwin Zanetti, gewann 1978 seine erste Goldmedaille und kommt bis 2024 auf insgesamt 32 Siege, davon seit 2008 ohne Unterbrechung.

## Turnierrekorde
| Abk. | Bedeutung           |
| ---- | ------------------- |
| GD   | Generaldurchschnitt |
| ED   | Einzeldurchschnitt  |
| HS   | Höchstserie         |

| 40 Punkte | 40 Punkte     | 40 Punkte |
| Rekord    | Name          | Saison    |
| --------- | ------------- | --------- |
| GD: 2,137 | Marco Zanetti | 2012/13   |
| ED: 3,077 | Marco Zanetti | 2008/09   |
| HS: 19    | Marco Zanetti | 2018/19   |
| 50 Punkte |               |           |
| Rekord    | Name          | Saison    |
| GD: 1,038 | Marco Zanetti | 1985/86   |
| ED: 1,724 | Antonio Oddo  | 1988/89   |
| HS: 12    | Marco Zanetti | 1985/86   |

| 2 Sätze à 15 Punkte | 2 Sätze à 15 Punkte | 2 Sätze à 15 Punkte |
| Rekord              | Name                | Saison              |
| ------------------- | ------------------- | ------------------- |
| GD: 1,579           | Marco Zanetti       | 2001/02             |
| ED: 2,727           | Marco Zanetti       | 2001/02             |
| HS: 12              | Marco Zanetti       | 2001/02             |
| 3 Sätze à 15 Punkte |                     |                     |
| Rekord              | Name                | Saison              |
| GD: 1,569           | Marco Zanetti       | 1997/98             |
| ED: 2,045           | Marco Zanetti       | 1997/98             |
| HS: 0?              |                     | –                   |

Quellen:

## Turnierstatistik und Spielmodi
In den Anfangsjahren war es bei einer geringen Teilnehmerzahl üblich, das gesamte Turnier im Round-Robin-Modus zu spielen. Später, mit wachsender Teilnehmerzahl, war dies zeittechnisch nicht mehr zu halten und es wird seitdem in der Finalrunde im K.-o.-System gespielt. Würde anfänglich auf eine Partiedistanz gespielt, kam Ende der 1980er-Jahre das ungeliebte Satzsystem zum Einsatz, dass aber kurz nach der Jahrtausendwende wieder zugunsten der Partiedistanz abgeschafft wurde, diesmal aber mit Aufnahmebegrenzung. Es ist nur der Generaldurchschnitt (GD) des Siegers bekannt.
| Jahr                          | Distanz                                                                                                   |
| ----------------------------- | --- |
| 1963–1970 1997 1999 2007      | 40 Punkte, ohne Aufnahmebegrenzung                                                                        |
| 1971–1989                     | 50 Punkte, ohne Aufnahmebegrenzung                                                                        |
| 1989–1996 1997–1999 2001–2002 | 3 Gewinnsätze á 15 Punkte (Best of 5) 00000" Quali. 2/15; Finalrunde 3/15                                 |
| 2003–2004                     | 40/60 (40 Punkte in 60 Aufnahmen)                                                                         |
| seit 2005                     | Q-30/40 (Qualifikationsrunden: 30 Punkte in 40 Aufnahmen) F-40/50 (Finalrunde: 40 Punkte in 50 Aufnahmen) |

| Nr.                                  | Saison  | Ort              | Gold                  | GD    | Silber                | Bronze                | Modus           |
| ------------------------------------ | ------- | ---------------- | --------------------- | ----- | --------------------- | --------------------- | --------------- |
| 1                                    | 1963/64 | Padua            | Antonio Oddo          | 0,598 |                       |                       | 40              |
| 1964/65 & 1965/66: Nicht ausgetragen |         |                  |                       |       |                       |                       |                 |
| 2                                    | 1966/67 | Bozen            | Giuseppe Tomisch      | 0,524 | Erwin Zanetti         | Sadnik                | 40              |
| 1967/68 & 1968/69: Nicht ausgetragen |         |                  |                       |       |                       |                       |                 |
| 3                                    | 1969/70 | Florenz          | Antonio Oddo          | 0,681 |                       |                       | 40              |
| 1970/71: Nicht ausgetragen           |         |                  |                       |       |                       |                       |                 |
| 4                                    | 1971/72 | Meran            | Antonio Oddo          | 0,669 | Erwin Zanetti         | Paolo Della Valle     | 50              |
| 5                                    | 1974/75 | Siena            | Antonio Oddo          | 0,785 | Francesco Molino      | Erwin Zanetti         | 50              |
| 6                                    | 1975/76 | Catania          | Antonio Oddo          | 1,005 | Giuseppe Di Corrado   | Sigismondo Mondello   | 50              |
| 1976/77: Nicht ausgetragen           |         |                  |                       |       |                       |                       |                 |
| 7                                    | 1977/78 | Gragnano         | Marco Zanetti         | 0,738 | Ignazio Armato        | Mario Andreoli        | 50              |
| 8                                    | 1978/79 | Mondello         | Antonio Oddo          | 0,925 |                       |                       | 50              |
| 9                                    | 1979/80 | Alcamo           | Antonio Oddo          | 0,936 | Francesco Monticciolo | Francesco Molino      | 50              |
| 10                                   | 1980/81 | Palermo          | Antonio Oddo          | 0,795 |                       |                       | 50              |
| 11                                   | 1981/82 | C. del Golfo     | Marco Zanetti         | 0,753 | Antonio Oddo          | Giuseppe Carollo      | 50              |
| 12                                   | 1982/83 | Palermo          | Francesco Monticciolo | 0,740 | Antonio Oddo          | Vitrano               | 50              |
| 1983/84: Nicht ausgetragen           |         |                  |                       |       |                       |                       |                 |
| 13                                   | 1984/85 | Jesi             | Francesco Monticciolo | 0,718 | Marco Zanetti         | Antonio Oddo          | 50              |
| 14                                   | 1985/86 | Alcamo           | Marco Zanetti         | 1,038 | Antonio Oddo          | Giuseppe Bevilacqua   | 50              |
| 15                                   | 1986/87 | Palermo          | Antonio Oddo          | 0,913 |                       |                       | 50              |
| 16                                   | 1987/88 | Salemi           | Antonio Oddo          | 1,018 |                       |                       | 50              |
| 17                                   | 1988/89 | Triest           | Marco Zanetti         | 1,015 |                       |                       | 50              |
| 18                                   | 1989/90 | Triest           | Marco Zanetti         | 1,172 | Antonio Oddo          | G. Carollo            | 3/15            |
| 19                                   | 1990/91 | Alcamo           | Marco Zanetti         | 1,142 | ? Cammarata           | Antonio Oddo          | 3/15            |
| 20                                   | 1991/92 | Mascali          | Marco Zanetti         | 1,352 | Francesco Monticciolo | Luigi Natale          | 3/15            |
| 21                                   | 1992/93 | Mazara del Vallo | Marco Zanetti         | 1,263 | Ignazio Armato        | Antonio Oddo          | 3/15            |
| 22                                   | 1993/94 | Caltanissetta    | Marco Zanetti         | 1,452 | Antonio Oddo          | Francesco Monticciolo | 3/15            |
| 23                                   | 1994/95 | Caltanissetta    | Marco Zanetti         | 1,455 |                       |                       | 3/15            |
| 24                                   | 1995/96 | Paternò          | Antonio Oddo          | 0,874 |                       |                       | 3/15            |
| 25                                   | 1996/97 | Saint Vincent    | Marco Zanetti         | 1,892 |                       |                       | 40              |
| 26                                   | 1997/98 | Saint Vincent    | Marco Zanetti         | 1,568 | ? Piscitello          | Alfio Basile          | 3/15            |
| 27                                   | 1998/99 | Saint Vincent    | Salvatore Papa        | 0,791 |                       |                       | 3/15            |
| 28                                   | 1999/00 | Catania          | Marco Zanetti         | 1,257 | Salvatore Papa        | Antonio Oddo          | 40              |
| 2000/01: Nicht ausgetragen           |         |                  |                       |       |                       |                       |                 |
| 29                                   | 2001/02 | Catania          | Marco Zanetti         | 1,285 | Salvatore Papa        | Alfio Basile          | Q-2/15 F-3/15   |
| 30                                   | 2002/03 | Niscemi          | Salvatore Papa        | 0,951 | Alfio Basile          | Marco Zanetti         | Q-2/15 F-3/15   |
| 31                                   | 2003/04 | Catania          | Salvatore Papa        | 1,000 | Marco Zanetti         | Antonio Oddo          | 40/60           |
| 32                                   | 2004/05 | Saint Vincent    | Marco Zanetti         | 1,449 | Antonio Oddo          | Alfio Basile          | 40/60           |
| 33                                   | 2005/06 | Saint Vincent    | Marco Zanetti         | 1,395 | Antonio Oddo          |                       | Q-40/60 F-40/50 |
| 34                                   | 2006/07 | Saint Vincent    | Antonio Oddo          | 1,168 | Marco Zanetti         | Giorgio Mancini       | 40              |
| 35                                   | 2007/08 | Castelraimondo   | Marco Zanetti         | 1,852 | Salvatore Papa        | Andrea Bitetti        | Q-30/50 F-40/50 |
| 36                                   | 2008/09 | Casalincontrada  | Marco Zanetti         | 1,812 | Salvatore Papa        |                       | Q-30/50 F-40/50 |
| 37                                   | 2009/10 | Alcamo           | Marco Zanetti         | 1,613 | Michele Notarrigo     |                       | Q-30/40 F-40/50 |

| Nr. | Saison  | Ort           | Gold          | GD    | Silber            | GD    | Bronze             | GD    | Modus           | Ref.   |
| --- | ------- | ------------- | ------------- | ----- | ----------------- | ----- | ------------------ | ----- | --------------- | ------ |
| 38  | 2010/11 | Cagliari      | Marco Zanetti | 1,849 | Emilio Sciacca    | 1,088 | Sebastiano Ruocco  | 0,913 | Q-30/40 F-40/50 | [ 3 ]  |
| 39  | 2011/12 | Canicattì     | Marco Zanetti | 1,453 | Giorgio Mancini   | ?     | Emilio Sciacca     | ?     | Q-30/40 F-40/50 |        |
| 40  | 2012/13 | Battipaglia   | Marco Zanetti | 2,137 | Andrea Bitetti    | 0,895 | Emilio Sciacca     | 1,090 | Q-30/40 F-40/50 | [ 4 ]  |
| 41  | 2013/14 | Battipaglia   | Marco Zanetti | 2,118 | Salvatore Papa    | 0,811 | Emilio Sciacca     | 0,913 | Q-30/40 F-40/50 | [ 5 ]  |
| 42  | 2014/15 | Segrate       | Marco Zanetti | 1,893 | Fabrizio Cortese  | 0,941 | Salvatore Vispo    | 0,907 | Q-30/40 F-40/50 |        |
| 43  | 2015/16 | Battipaglia   | Marco Zanetti | 1,642 | Giorgio Mancini   | 0,909 | Fabrizio Cortese   | 0,934 | Q-30 F-40       | [ 6 ]  |
| 44  | 2016/17 | Alcamo        | Marco Zanetti | 1,786 | Emilio Sciacca    | 1,104 | Fabrizio Cortese   | 0,970 | Q-30 F-40       | [ 7 ]  |
| 45  | 2017/18 | Canicattì     | Marco Zanetti | 1,244 | Alessio d’Agata   | 0,878 | Gabriele Fasciana  | 0,894 | Q-30 F-40       | [ 8 ]  |
| 46  | 2018/19 | Barletta      | Marco Zanetti | 1,953 | Michele Notarrigo | 0,829 | Domenico Giacalone | 0,784 | Q-30 F-40       | [ 9 ]  |
| 47  | 2020/21 | Barletta      | Marco Zanetti | 1,761 | Emilio Sciacca    | 1,004 | Alessio d’Agata    | 0,872 | Q-30 F-40       | [ 10 ] |
| 48  | 2021/22 | Calangianus   | Marco Zanetti | 2,212 | Emilio Sciacca    | 1,038 | Salvatore Papa     | 0,932 | Q-30 F-40       |        |
| 49  | 2022/23 | Calangianus   | Marco Zanetti | 1,592 | Emilio Sciacca    | 1,201 | Domenico Giacalone | 0,820 | Q-30 F-40       |        |
| 50  | 2023/24 | Calangianus   | Marco Zanetti | 1,297 | Alessio d’Agata   | 1,149 | Giuseppe Ferrara   | 0,764 | Q-30 F-40       |        |
| Nr. | Jahr    | Ort           | Gold          | GD    | Silber            | GD    | Halbfinalisten     | GD    | Modus           |        |
| 51  | 2024/25 | Saint Vincent | Marco Zanetti | 1,441 | Fabrizio Cortese  | 0,896 | Giuseppe Ferrara   | 1,000 | Q-30 F-40       |        |
| 51  | 2024/25 | Saint Vincent | Marco Zanetti | 1,441 | Fabrizio Cortese  | 0,896 | Gaiotto Fabio      | 0,740 | Q-30 F-40       |        |

Quellen: